# 阪本高生堂
阪本高生堂（さかもとこうせいどう）は、東京都文京区に本社を置く企業。

## 概要
理容店及び美容店向けの化粧品を専門として製造、卸販売を行っている企業である。ペットサロン向けの業務用の犬用シャンプーの取り扱いも行っている。
設立後、大々的な広告を出さず、自社でECサイトを運営するという方針であったため、美容業界やドラッグストアなどの小売販売店以外にはほとんど知られていない企業であったが、グリースを使用した製品「クールグリース」が、グリースを求めるユーザーのニーズ増加に伴い2010年代から認知度を上げていった。実際に商品を扱うヘアスタイリストや理容師たちがSNSなどを通じ広告塔となったのがPR戦略のカギとなった。

## 沿革
- 1953年（昭和28年） - 設立[3]。

## 主な製品
※2020年現在
- クールグリース シリーズ（COOL GREASE SERIES）
  - クールグリースG
    - ライムの香り[4]

  - クックグリースXXX
    - パイナップルの香り[4]

  - クールグリースXX
    - モンキーバナナの香り[4]

  - クールグリースR
    - アップルの香り[4]

  - クールグリースF
    - トロピカルフルーツの香り[4]

  - クールグリース　Gフラット
    - ライムの香り[4]

  - これまでも様々な種類のものが製造及び販売されていた[注 1]
- ナチュラルペットシリーズ（NATURAL PET SERIES）[注 2]
  - ファイン　ナチュラルペットプレシャンプー
  - ファイン　ナチュラルペットシャンプー
  - ファイン　ナチュラルペットコンディショナー
  - ファイン　ハイグレードペットシャンプー